# ادموند (فیلم)
ادموند (به انگلیسی: Edmond) فیلمی محصول سال ۲۰۰۵ و به کارگردانی استوارت گوردون است. در این فیلم بازیگرانی همچون ویلیام اچ میسی، جو مانتگنا، مینا سوواری، دنیس ریچاردز، بوکیم وودبین، جولیا استایلز، فرانسیس بای، پاتریشا بلچر، جفری کمبس، دولی هیل، آلدیس هاج، راسل هرنزبی، دبی میزار، بایی لینگ، ربکا پیدگئون، دیلن والش، جورج ونت و بروس ای یونگ ایفای نقش کرده‌اند.